# Vízkereszt
Vízkereszt, epifánia (Epiphania Domini, azaz az Úr megjelenése vagy Urunk megjelenése) vagy háromkirályok az egyik legősibb keresztény ünnep, amely Jézus Krisztus megjelenésének, isteni megnyilvánulásának momentumait kapcsolja egybe:
- a napkeleti bölcsek imádása (és korábban, a karácsony ünnepének kialakulása előtt Jézus születése);
- Jézus megkeresztelkedése a Jordánban;
- Jézus első csodája (a víz borrá változtatása) a Kánai menyegzőn.[1][3]

Ezek közül később keleten Jézus keresztsége lett hangsúlyos (erre emlékeztet a vízszentelés), nyugaton pedig a napkeleti bölcsek látogatása került előtérbe – olyannyira, hogy a római katolikus egyház a második vatikáni zsinat óta csak ezt ünnepli vízkeresztkor, a többit más napokra helyezték át.
A római katolikus egyházban főszabályként január 6-án ünneplik. Az ónaptárat használó keleti keresztény egyházak a Gergely-naptár szerinti január 19-én tartják, mivel a Julianus-naptár jelenleg 13 nap késésben van a Gergely-naptárhoz képest.
A katolikus egyházban a karácsonyi ünnepkör advent első vasárnapjától, a karácsonyi idő karácsony előestéjétől a vízkeresztet követő vasárnapig tart. Magyarországon Vízkereszt a farsang kezdete.
Az ünnephez számos népszokás kötődik; ezek közül ma már csak az él, hogy ekkor szokás leszedni a karácsonyfát.

## Az ünnep tartalma

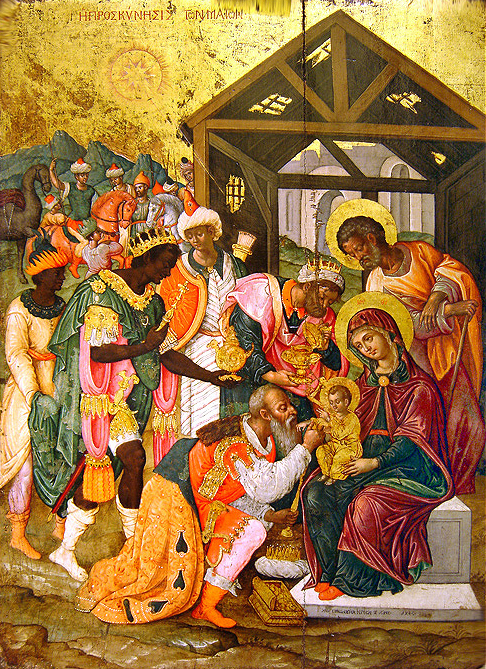
A háromkirályok imádása, ikon, Keresztény múzeum, Athén

A vízkereszt az egyik legősibb keresztény ünnep, amely Jézus Krisztus megjelenésének, isteni megnyilvánulásának momentumait kapcsolja egybe:
- a napkeleti bölcsek imádása (és korábban, a karácsony ünnepének kialakulása előtt Jézus születése);
- Jézus megkeresztelkedése a Jordánban;
- Jézus első csodája (a víz borrá változtatása) a Kánai menyegzőn.[1][3]

Ezek közül később keleten Jézus keresztsége lett hangsúlyos (erre emlékeztet a vízszentelés), nyugaton pedig a napkeleti bölcsek látogatása került előtérbe – olyannyira, hogy a római katolikus egyház a Második vatikáni zsinat óta csak ezt ünnepli vízkeresztkor, a többit más napokra helyezték át.

### A napkeleti bölcsek
A keleti egyházakban sokáig nem különült el Jézus születésének, illetve a napkeleti bölcsek látogatásának megünneplése. Az evangélium szerint a bölcsek a betlehemi csillagot követve mentek Júdeába, hogy kifejezzék hódolatukat a zsidók újszülött királyának. Először Jeruzsálemben keresték, ahol I. Heródes zsidó király nagyon megrémült, és írástudóitól tudakolta a Messiás születési körülményeit, majd Betlehembe irányította a bölcseket, azzal, hogy ha megtalálták a Gyermeket, jelentsék majd neki, hogy ő is hódolhasson a zsidók újszülött királyának. Azok megtalálták a Kisdedet, akinek aranyat, tömjént és mirhát ajándékoztak. Álmukban angyal figyelmeztette őket, nehogy visszamenjenek a gonosz, irigy Heródeshez, így más úton tértek haza.
A bölcsek a pogányságot képviselték, ezáltal az ünnep azt is jelképezi, hogy az emberré lett Isten nemcsak az ószövetségi választott népnek (a zsidóságnak) mutatkozott meg, hanem a „pogányoknak” is. Több ószövetségi prófécia is utalt ugyanis arra, hogy a Megváltó küldetése a pogányokhoz is szól.
A napkeleti bölcsekről Máté evangéliuma ír, de nevüket, származásukat, sőt számukat sem említi. A hármas számra Órigenész ókeresztény egyházatya következtetett az ajándékok számából, ami szimbolikus jelentőségű: utalhat a Szentháromságra vagy Krisztus méltóságaira (az arany királyságára, a tömjén istenségére, a mirha emberi mivoltára) is. A Szentírás bölcseknek nevezi őket; csak a középkor óta feltételezték, hogy királyok lettek volna, részben gazdagságuk, részben a 71. zsoltár jövendölése alapján.
Egyes vélemények Noé fiainak (Sém, Kám és Jáfet) leszármazottait vagy az akkor ismert földrészek (Európa, Ázsia, Afrika) képviselőit látják bennük. Ez utóbbi lehet az oka annak is, hogy a harmadik királyt a középkortól kezdve szerecsennek ábrázolták. Neveket – Gáspár, Menyhért és Boldizsár (Caspar, Melchior, Balthasar) – a 9. század óta kapcsol hozzájuk a hagyomány.
Emléknapjukat (ezen neveket viselők névnapját) is e napon ünnepeljük.

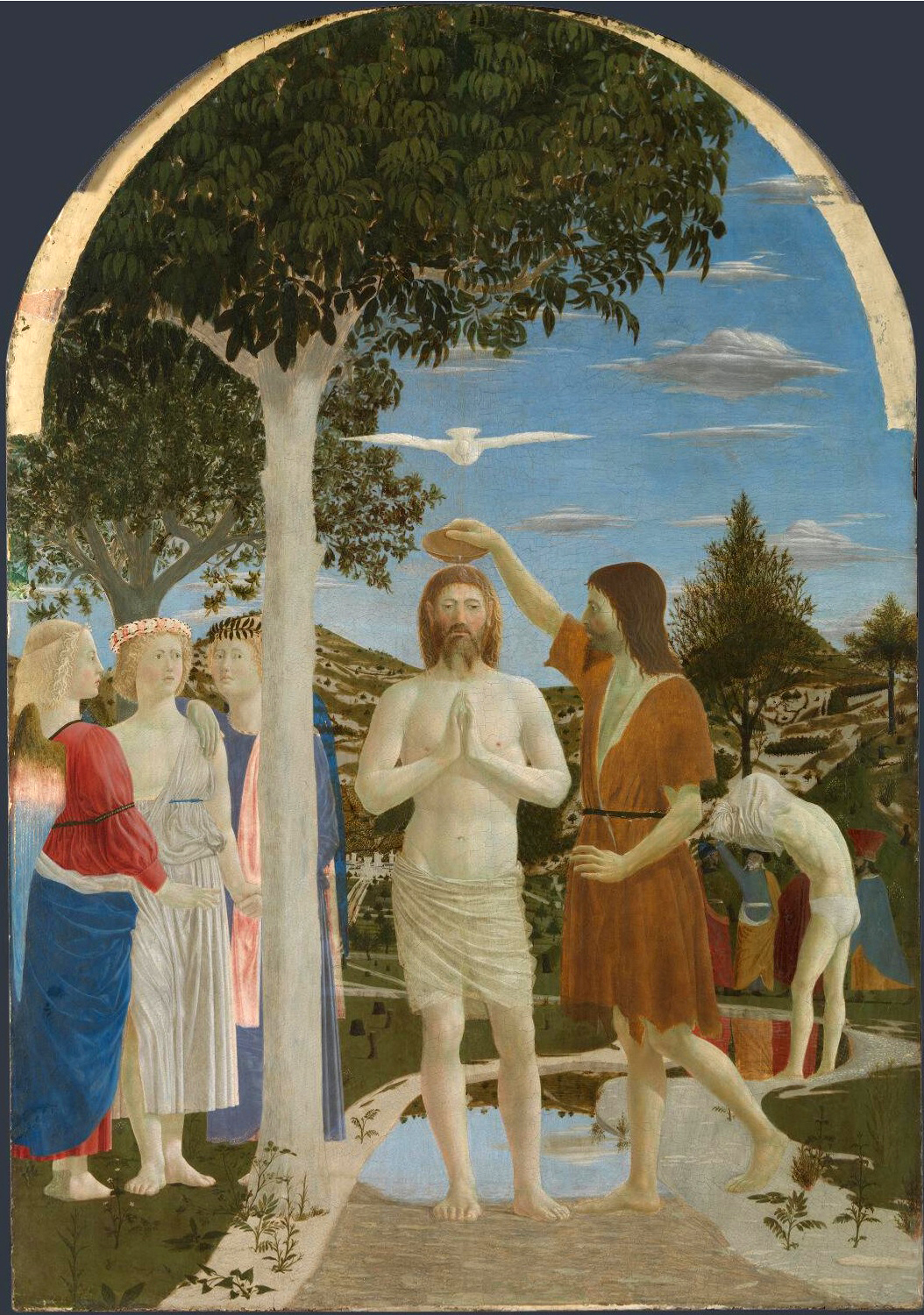
Vízkereszt (Piero della Francesca, 1448–1450 k., National Gallery (London)

### Jézus megkeresztelkedése
Amikor Jézus harmincéves lett, Keresztelő János megkeresztelte a Jordán folyóban. Ekkor a Biblia szerint az Atya szózata hallatszott, és a Szentlélek galamb képében alászállt rá; ezáltal a teljes Szentháromság is kinyilvánította magát az emberiség előtt.

### A kánai menyegző
Jézus első csodája a kánai menyegzőn történt, amikor a vizet borrá változtatta. János evangélista szerint „Ezzel kezdte meg Jézus csodajeleit a galileai Kánában. Kinyilatkoztatta dicsőségét, s tanítványai hittek benne” (Jn 2,11). Ez volt tehát az első alkalom, amikor Jézus megmutatta isteni hatalmát.

## Etimológia
Az epifánia a görög epiphaneia, επιφάνεια szóból ered, amelynek jelentése „megjelenés” (a φάινω „megjelenni, feltűnni” igéből). Bár a szó részben pogány eredetű, maga a jelenség, amire a szó utal, mind az Ószövetségben, mind az Újszövetségben több alkalommal feltűnik, amikor Isten kinyilvánítja önmagát vagy akaratát az embereknek.
A magyar vízkereszt kifejezés a vízszentelés hagyományára utal.

## Történelem
Epifánia ünnepe a második legrégibb keresztény ünnep a húsvét után. Egyes gnosztikus csoportok már a 2. század végén megünnepelték ekkor Jézus megkeresztelkedését, a pogány misztériumvallások jeles napjához és a Nílus vizének megszentelése egyiptomi hagyományához kapcsolódóan. Az ünnep hittani tartalmát a 3. században tisztították meg az egyiptomi egyházatyák, és a 4. század elejétől már állandó liturgikus ünnepként ülték meg. A szokás hamar elterjedt előbb keleten, majd nyugaton, ahol a század második feléből származik az első forrás.
A 4. század végén – a Római Birodalom területén december 24–25-én tartott saturnalia és Mithrász-ünnepségek miatt – a születés ünneplése elkülönült, kialakult a december 25-én ünnepelt karácsony. Ezt követően rögzült vízkereszt mai hármas tartalma: a napkeleti bölcsek látogatása, Jézus megkeresztelkedése és első csodatétele a kánai menyegzőn.
A keleti egyházak a kezdetektől vízkereszt ünnepén szentelik meg a vizet. A nyugati egyház csak a középkortól alakította ki ezt a hagyományát.
A római katolikus egyház a második vatikáni zsinat óta – a zsinat rendelkezései értelmében – a napkeleti bölcsek látogatását ünnepli január 6-án, vízszenteléssel egybekötve. Jézus megkeresztelkedésének ünnepét a következő vasárnapon tartják, a kánai menyegzőről egy közbeeső hétköznapon emlékeznek meg.
2014-től a magyar katolikus egyházban is parancsolt ünnep vízkereszt napja, szemben azzal a korábbi gyakorlattal, amely a hozzá közelebbi vasárnapra tette.

## Liturgia
Húsvét éjszakája mellett hagyományosan vízkereszt volt a másik ünnep, amikor felnőtteket kereszteltek.
Jézus megkeresztelkedésének emlékére a katolikus templomokban vizet szentelnek, és ebből a hívek is hazavihetnek. Egész évben ebből merítenek kereszteléshez és más szertartásokhoz, ahol szenteltvizet használnak. Ezen a napon tömjént is szenteltek.
A víz megszenteléséhez kapcsolódik a házszentelés vagy lakásszentelés hagyománya, amikor a lakásokat is megszentelik a szenteltvízzel. Az ajtófélfára ilyenkor felírják az évszámot és a „Christus Mansionem Benedicat” („Krisztus áldja meg e házat!”) kezdőbetűit a következő formában: 20 + C + M + B + 25.

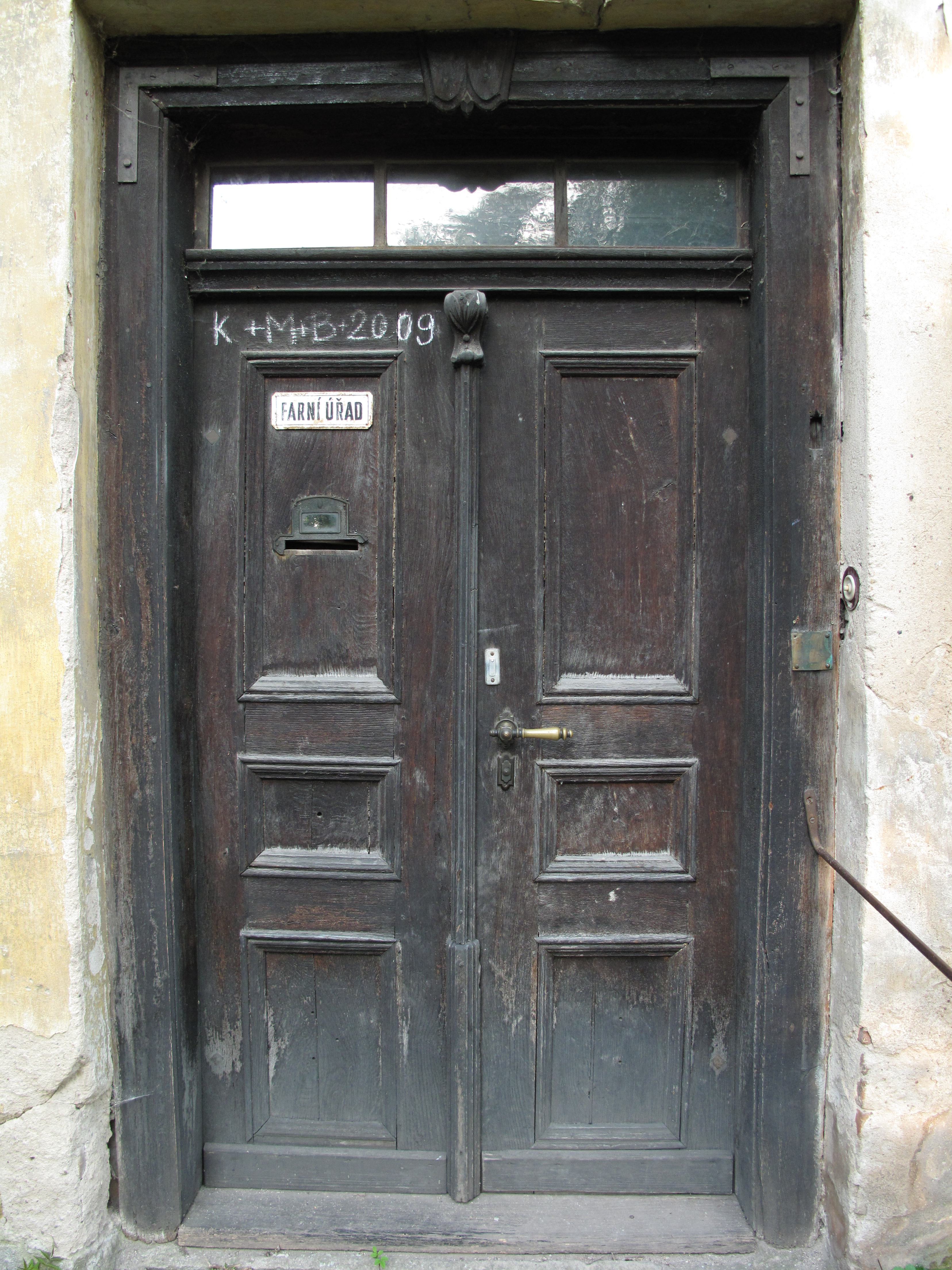
„K+M+B” felirat a kapu felett (Lstiboř, Csehország)

## Népszokások

### A Kárpát-medencében
A magyarság körében különböző népszokások alakultak ki a századok során, amelyek a vízkereszt ünnepéhez kötődnek. Például Ipolytarnócon, Litkén és Mihálygergén komoly hagyományok kapcsolódnak ehhez az ünnephez.
Szokás volt a szenteltvíz hazavitele, melynek gyógyító hatást tulajdonítottak. Régebben otthon a szenteltvízzel megitatták az állatokat, hogy ne legyenek az év folyamán betegek, vagy az emberek magukra locsolták, betegségek vagy rontás ellen. Egyes helyeken a ház földjét is meglocsolták vele, hogy áldás legyen a házon.
Megszentelték a vízzel a házakat és az ólakat, de még a bölcsőre is szenteltvizet hintettek. A házakra a három napkeleti bölcs kezdőbetűjét vésték fel: G + M + B. Ez a 15. századi eredetű szokás egy népies tévedésen, a házszentelés során felírt Christus mansionem benedicat! (’Krisztus áldja meg a hajlékot!’) áldás C + M + B latin rövidítésének félreértésén alapul. A házszentelést a pap végezte; a hívek meglátogatása összekapcsolódott a lélekpénz beszedésével.
A 16. századtól kezdve a csillagének éneklése vált az ünnep részévé. A csillagozás vagy háromkirályjárás a napkeleti bölcsek látogatására utal; a három alakot csak gyerekek személyesíthették meg, legfőbb kelléke pedig a csillag volt, amely a három királynak mutatta az utat Betlehembe.

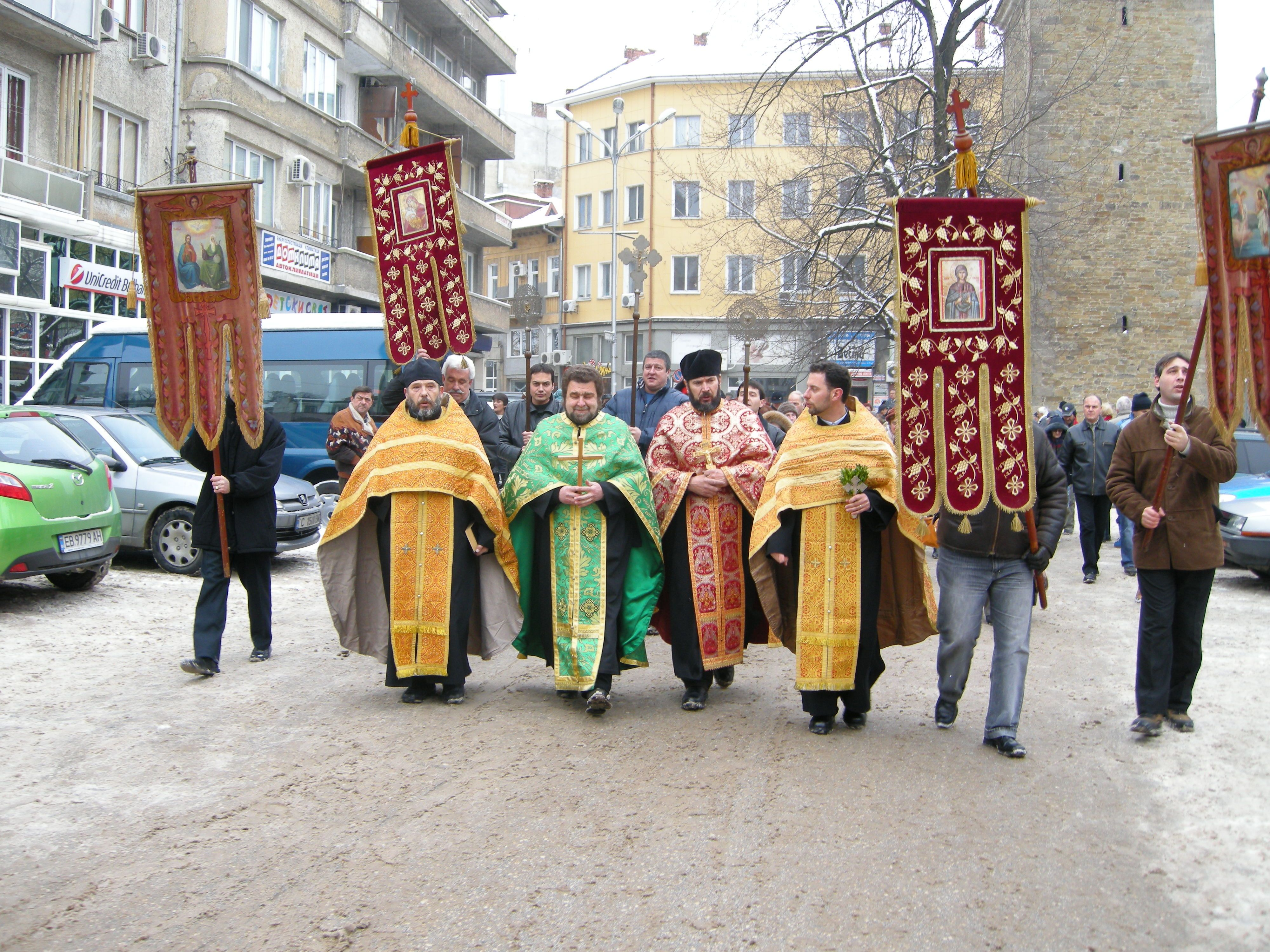
Körmenet Bulgáriában: a papok egy fakeresztet dobnak majd a Jantra folyóba, amit a hívek kimentenek

Az ortodox családoknál a betlehemi jászolra emlékezve szalmát szórtak a tisztaszoba padlójára, és azon háltak. A gyerekek kántálni mentek az idős házaspárok házához, a katolikus háromkirályjáráshoz hasonlóan.
Az ünnephez kötődő szokások közül ma már csak az él, hogy ekkor szokás leszedni a karácsonyfát. Vízkereszt utáni második vasárnap a kánai menyegző felelevenítése ismert több helyütt, például Nagycétényben is.

### Az ortodox kultúrkörben

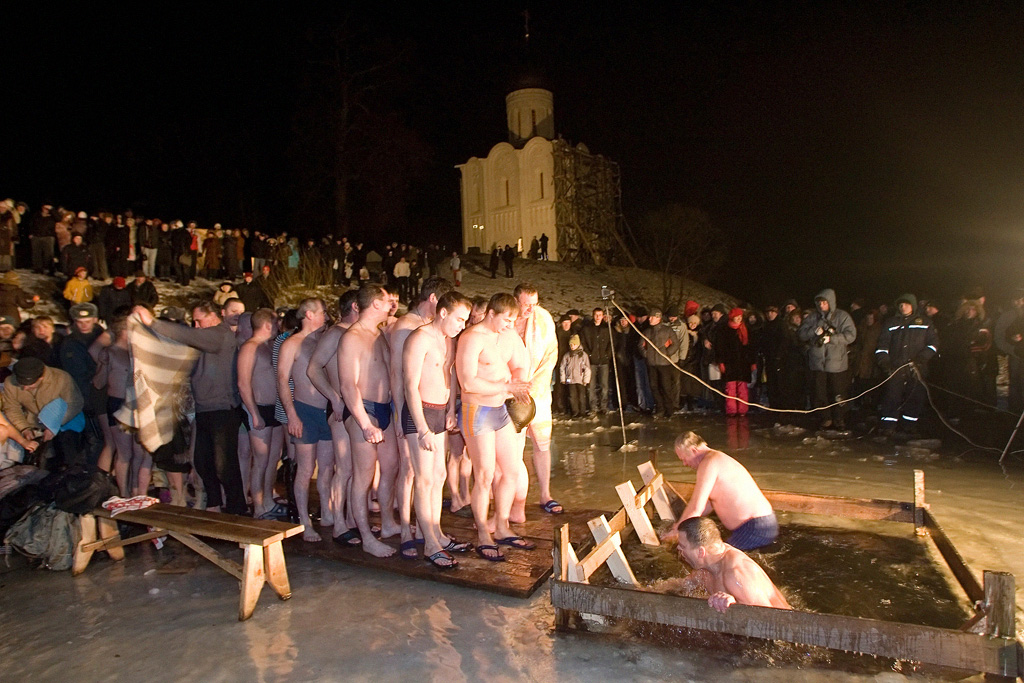
Ortodox hívők hagyományos jeges fürdőzése vízkereszt éjszakáján, Oroszországban

Egy ortodox hagyomány szerint a papok fából készült keresztet dobnak a vízbe, majd a hívők a vízbe ugranak érte.

### A mediterrán országokban
Az olaszországi hagyomány szerint Befana, az öreg jóboszorkány ezen a napon a jó gyerekeknek ajándékot hoz. Egyes országokban (különösen Franciaországban, Spanyolországban, Portugáliában és a latin-amerikai országokban) süteményeket sütnek, amelyek közül az egyikben ajándékot rejtenek el. Az lesz a nap királya, aki az ajándékot megtalálja. Latin-Amerikában a gyerekek gyakran ezen a napon (Día de los Tres Magos) kapják az ajándékot karácsony helyett.

## Munkaszüneti nap az alábbi országokban
- Ausztria
- Bulgária
- Lengyelország
- Németország (Bajorországban, Baden-Württembergben, Szász-Anhaltban)
- Olaszország
- Spanyolország
- Svájc (a katolikus kantonokban, pl. Ticino)
- Svédország
- Venezuela